# George Hamilton Cady
George Hamilton Cady (* 10. Januar 1906 in Lawrence (Kansas); † 18. März 1993) war ein US-amerikanischer Chemiker.

## Leben
Cady studierte Chemie an der University of Kansas in Lawrence mit dem Bachelor-Abschluss 1927 und dem Master-Abschluss 1928, wurde 1930 an der University of California, Berkeley bei Joel Henry Hildebrand mit dem Thema Some properties of fluorine and hydrofluoric acid promoviert und war als Post-Doktorand am Massachusetts Institute of Technology tätig. Danach ging er in die Industrie, 1934/35 zur United States Rubber Company und 1935 bis 1938 in ein Glaswerk. 1938 wurde er Assistant Professor, 1943 Associate Professor und 1947 Professor an der University of Washington in Seattle. 1972 wurde er emeritiert.
Er befasste sich vor allem mit Fluorverbindungen, von denen er einige als Erster synthetisierte, um 1965 auch solche von Fluor mit Edelgasen.

## Ehrungen
1970 wurde er zum Mitglied der Deutschen Akademie der Naturforscher Leopoldina gewählt.

## Schriften
- Aspects of fluorine chemistry. Papers by George H. Cady and others, Santa Monica, Intra-Science Research Foundation 1971